# Бенні Вендт
Бенні Вендт (швед. Benny Wendt, нар. 4 листопада 1950, Норрчепінг) — шведський футболіст, що грав на позиції нападника за низку клубних команд, а також національну збірну Швеції, з якою був учасником чемпіонату світу 1978 року.
Володар Кубка Швеції. Дворазовий чемпіон Бельгії. Володар Суперкубка Бельгії.

## Клубна кар'єра
У дорослому футболі дебютував 1969 року виступами за команду клубу «Норрчепінг» з рідного міста, в якій провів сім сезонів, взявши участь у 128 матчах чемпіонату.
Наприкінці 1975 року перебрався до Німеччини, ставши гравцем «Кельна». Не зумівши виграти конкуренцію за місце у складі кельнської команди, влітку 1976 року став гравцем берлінського клубу «Теніс Боруссія». Сезон 1976/77, проведений ним у Берліні, став найрезультативнішим у його кар'єрі — 20 голів у 30 іграх Бундесліги. Утім це не допомогло команді зберегти місце у найвищому німецькому дивізіоні, і вона понизилася за результатами сезону у класі до Другої Бундесліги.
Але сам Вендт продовжив виступи в елітній німецькій лізі, перейшовши влітку 1977 року до «Кайзерслаутерна». У цій команді він провів чотири роки, протягом яких вона незмінно боролися за найвищі рядки турнірної таблиці, а сам швед регулярно відзначався забитими голами, хоча й не зумів наблизитися до бомбардирського досягнення, здобутого у «Теніс Боруссії».
Протягом 1981—1983 років грав у Бельгії за «Стандард» (Льєж). Ці роки стали найуспішнішими для нього з точки зору здобутих трофеїв — в обох сезонах льєзька команда ставала чемпіоном Бельгії.
Згодом нетривалий час грав за гонконзький «Сейко» та на батьківщині за «Слейпнер».
Завершив професійну ігрову кар'єру у Німеччині, у клубі Другої Бундесліги «Фрайбург», за команду якого виступав протягом 1984—1985 років.

## Виступи за збірну
1972 року дебютував в офіційних матчах у складі національної збірної Швеції. Протягом кар'єри у національній команді, яка тривала 7 років, провів у формі головної команди країни 20 матчів, забивши 1 гол.
У складі збірної був учасником чемпіонату світу 1978 року в Аргентині, на якому взяв участь в усіх трьої іграх шведів на груповому етапі, а його команда пробитися до раунду плей-оф не зуміла.

## Титули і досягнення
- Володар Кубка Швеції (1):

«Норрчепінг»: 1969
- Чемпіон Бельгії (2):

«Стандард» (Льєж): 1981-1982, 1982-1983
- Володар Суперкубка Бельгії (1):

«Стандард» (Льєж): 1981